# 神秘智慧石
《神秘智慧石》（正式名稱是「充滿幹勁十足的科學冒險 — 神秘智慧石」，台灣翻譯：科學大冒險）是日本東京電視台根據 DeAGOSTINI Japan （页面存档备份，存于） 旗下的兒童讀物《週刊そーなんだ! （页面存档备份，存于）　科學編》所改編的電視動畫，在2003年10月5日至2004年3月28日期間播放；而香港有線電視的兒童台則在2008年10月4日至12月27日逢星期六以一連兩集形式播放。

## 故事簡介
童牧、蜜兒、達伊（トモル、ミオ、ダイ）和佑奇、鈴鹿、克達（ユキオ、スズカ、コータ）這六位小學生各自在家中遊玩網絡遊戲時，在遊戲畫面中突然出現了一座神秘的石像，跟着他們便被帶到名為Eureka（ユリーカ）這個異世界裏展開了充滿競爭的冒險......

## 登場人物

### 紅隊
- 童牧（聲：石川靜）：小學五年級，有極大好奇心，喜歡挑戰。
- 蜜兒（聲：村井每早）：小學五年級，是個活潑的女孩。
- 達伊（聲：小櫻悅子）：小學四年級，知識廣闊。
- 巴哆巴哆（聲：水田山葵）：一隻企鵝，但不懂游泳，常常在說話時加上「巴多」作句尾。
- 比雅朗熊（聲：根谷美智子）：年齡不詳，負責紅組的起居飲食。
- 伽利略博士（聲：中村大樹）：40歲，Eureka的創造者，組長，負責駕駛紅飛馬號。

### 藍隊
- 佑奇（聲：皆川純子）：小學五年級，做事前都會冷靜地思考。
- 鈴鹿（聲：釘宮理惠）：小學五年級，擁有「大小姐」性格。
- 克達（聲：池田千草）：小學五年級，不懂游泳，膽小但有一點勇氣。
- 吉汪汪／芝娃仔（聲：根谷美智子）：一隻吉娃娃狗，常常在說話時加上「吉汪」作句尾。
- 比古露豬（聲：村井每早）：負責藍組的起居飲食。
- 伽利奧博士（聲：中村大樹）：40歲，組長，負責駕駛藍飛馬號。

### 其他
- 裁判（聲：石塚運昇）：Eureka的中央司令。

## 遊戲區域
Eureka世界分別分為A、B、C、D、E、S和X七個區域，當中大本營位於S區域，而A、B、C、D和E區域又分為一些較小的區域，童牧和佑奇等人都在這五區域進行任務。

## 破壞遊戲程式
- 電腦病毒：

在Eureka世界裏共出現了九塊主要病毒，可以自我繁殖。原本病毒只在B區域散播；但後來散播到其他區域，妨礙童牧和佑奇等人完成遊戲。
- 變種電腦病毒：

在Eureka世界裏的X區域出現，是由X區域的病毒母體繁殖出來的變種細胞，不能自我繁殖，首先會令X區域氣溫上升，最後可以消滅整個遊戲世界。

## 每集主題
註：打#的集數表示主要病毒在該集出現，如有兩塊主要病毒，會以#X2表示。
| 集數          | 主題(日文)                 | 譯名                   |
| ------------- | -------------------------- | ---------------------- |
| 01            | おどろきの始まり！         | 經驗的開始             |
| 02            | 恐竜化石を回收せよ！       | 回收恐龍化石！         |
| 03            | 激流をさかのぼれ！         |                        |
| 04            | バドバドとチワワンを探せ！ | 尋找巴多巴多和芝娃仔！ |
| #05           | 電気を取り戻せ！           | 恢復電力！             |
| 06            | 料理で勝負せよ！           |                        |
| 07            | 仲良し花火を打ち上げろ！   |                        |
| 08            | 野ウサギを救え！           | 拯救野兔！             |
| 09            | 無人島の大レース！         | 無人島的大競賽！       |
| #10           | 青空を取り戻せ！           | 將天空變回藍色！       |
| 11            | 石油の秘密！               | 石油的秘密！           |
| 12            | 不思議な森のサバ亻バル！   | 不思議森林的生還者！   |
| #13           | 決闘！恐怖の巨大生物       | 決鬥！恐怖的巨大生物   |
| 14            | 渡リ鳥よ、北へ飛べ！       | 侯鳥向北飛！           |
| 15            | 砂漠の水を探せ！           | 尋找沙漠的水源！       |
| 16            | 人工衛星の激突を防げ！     | 阻止人造衛星相撞！     |
| #17           | サビの秘密                 | 生銹的秘密             |
| 18            | 姫の笑顔を取り戻せ！       | 取回公主的笑容！       |
| 19            | 蒸気機関車の秘密！         | 蒸氣火車的秘密！       |
| #20           | 幽霊船の秘宝を探せ！       | 尋找幽靈船的寶藏！     |
| 21            | 守り神を連れ戻せ！         | 讓守護神回來！         |
| 22            | ダイヤを集めろ！           | 收集鑽石！             |
| #X2 23        | 恐怖の森を突破せよ！       | 突破恐怖的森林！       |
| 24            | シャボン玉の秘密！         | 肥皂泡的秘密！         |
| #25           | ファイナルミッション‧前編  | 最後任務．前編         |
| #26（最終回） | ファイナルミッション‧後編  | 最後任務．後編         |

## 有關本動畫受矚目的要點
如果其中一方在比試中獲勝的話，便可以在所屬的大本營享用豐富食物；相反敗方只可在自己的大本營內享用一些被稱為「有營養」的簡單食物。情形就像美國哥倫比亞廣播公司（CBS）的著名遊戲節目《生還者》（Survivor）般，一方只要在比試中勝出便可取得獎勵。
另外，負責音響監督的明田川進（Aketakawa Susumu），曾在著名動畫《銀河英雄傳說》擔任相同職位；故此在配樂方面帶有既古典又雄壯的風格。
還有，部份人員曾參與製作另一套動畫《北斗之拳》；因此在本作品的部份音效及場面均帶有前者的影子。

## 主題歌
- 片頭曲：『Birthday Heart』（作詞：渡部なつみ／作曲・編曲：平山了一／歌：New man co.,Ltd.）
- 片尾曲一（第一至十三集）：『海與月的光（海と月の光）』（作詞・作曲・編曲：平山了一／歌：New man co.,Ltd.）
- 片尾曲二（第十四集至最終回）：『戀的Dial 6700（恋のダイヤル6700） （页面存档备份，存于）』（作詞：阿久悠／作曲：井上忠夫／編曲：平山了一／歌：New man co.,Ltd.）

## 相關連結
- 本動畫官方網頁 （页面存档备份，存于）（日語）
- DeAGOSTINI：週刊 そーなんだ！科學篇 （页面存档备份，存于）（日語）